# ノンオー・ガイヤーンハーダオ
ノンオー・ガイヤーンハーダオ（Nong-O Gaiyanghadao、1986年11月10日 - ）は、タイ王国サコンナコーン県出身の男性ムエタイ選手。Evolve MMA所属。元・ONE Championshipムエタイバンタム級王者。

## 経歴
近隣の住人がトレーニングを行っていたことからムエタイに興味を持ち、1ヶ月のトレーニングの後に9歳で初試合を行った。

### 2008年
2008年8月3日、東京都八王子市の京王プラザホテルにおいて奥山浩二と対戦。3Rに左エルボーを浴びせてKO勝ちした。12月9日にはルンピニースタジアムの設立記念イベントで試合を行い、5R判定勝ち。

### 2009年
2009年1月18日、代々木国立体育館で末広知明と対戦。1Rに2度にわたってダウンを奪い、TKO勝ち。試合後には総合格闘家の青木真也から花束が贈呈された。なお、本来は別の選手と対戦が予定されていた。11月8日、Trijak Sitjomtraiと対戦。5Rを戦い抜き、2-0の判定勝ち。12月8日、ルンピニースタジアムのスーパーフェザー級(130ポンド)タイトルマッチでペットブーンチュー・FAグループと対戦。試合に勝利し、新王者となった。

### 2010年
2010年1月17日、日本開催のムエタイトーナメント1回戦でシンダム・ギャットムー9と対戦。延長までもつれ込む試合の末、判定負け。12月9日、ルンピニースタジアムとWMCのタイトルを賭けてセンチャイ・PKセンチャイムエタイジムと対戦し、判定負け。

### 2012年
2012年2月、シンダムと再戦して勝利を収め、翌月にはF16・ラーチャノンにも勝利。5月に再びシンダムと対戦したが、激闘の末に敗北した。6月にペットブーンチューと再戦し、勝利。7月31日、ルンピニースタジアムでシンダムと同年で3度目となる対戦。結果は判定負けとなり、シンダムに対して2連敗となった。
その後、選手としての活動を休止し、シンガポールの「Evolve MMA」に移り、トレーナーとして活動していた。

### 2018年
2018年にONE Championshipと契約。同年4月20日にONE:Heroes of Honorでデビューし、ファビオ・ピンカを判定で破った。10月にはメディ・ザトゥーと対戦し、判定勝ち。

### 2019年
2019年2月16日、ONEバンタム級ムエタイ世界タイトルマッチでハン・ズーハオと対戦。判定勝ちを収め、初代王者に輝いた。
5月10日、鈴木博昭と対戦。判定勝ちで王座を防衛した。
9月6日にはブライス・デルバールと対戦し、2度目の王座防衛に成功した。
さらに11月22日、セーマペッチ・フェアテックスと対戦し、KO勝ち。3回目の王座防衛を成し遂げた。

### 2020年
2020年12月18日、ロドレック・PKセンチャイムエタイジムと対戦。3RにKO勝ちを収めた。
2022年3月26日開催予定の「ONE X」にて、同級キックボクシングの元世界王者であるアラヴァディ・ラマザノフとの対戦が決定していたが、ラマザノフがCOVID-19の影響で試合を行えなくなり、対戦相手がブラジルのフィリップ・ロボに変更。試合では序盤から強烈なキックでコントロールし、2Rに右アッパーでKO勝ち。5度目の防衛に成功した。
2022年8月27日、リアム・ハリソンと対戦。激しいローキックで戦意を喪失させ、1RKO勝ち。

## 選手としての特徴
オーソドックスの構えから放つ、相手がまともに近づくことすら許さないほどの強烈な右ミドルキックが最大の武器。しかしながらキック一辺倒というわけではなく、パンチもまた当たればKOできてしまうほどの凄まじい威力を持ち、さらには300戦を超えるキャリアから培われた巧緻な試合運びも相まって大きな弱点というものが存在しない、ONEのムエタイでも屈指の強豪選手である。

## 獲得タイトルと受賞歴
ムエタイ
- ONE Championship
  - 2019 ONE Championship初代バンタム級ムエタイ世界チャンピオン（145ポンド/ 66kg）（2022年4月14日現在、5回防衛）
- ラジャダムナン・スタジアム
  - 2014ラジャダムナンスタジアム軽量（135ポンド/ 61kg）チャンピオン
- トヨタビーゴマラソン
  - 2011トヨタビーゴマラソントーナメント（130ポンド/ 59kg）チャンピオン
- ルンピニー・スタジアム
  - 2013ルンピニースタジアム軽量（135ポンド/ 61kg）チャンピオン
  - 2009年ルンピニースタジアムスーパーフェザー級（130ポンド/ 59kg）チャンピオン
  - 2007年ルンピニースタジアムフェザー級（126ポンド/ 57kg）チャンピオン
  - 2006年ルンピニースタジアムスーパーバンタム級（122ポンド/ 56kg）チャンピオン
- タイ国のプロボクシング協会（PAT）
  - 2012タイ 軽量（135ポンド/ 61kg）チャンピオン
  - 2005タイバンタム級チャンピオン
  - 2×タイスーパーバンタム級（122ポンド/ 56kg）チャンピオン
- 賞
  - 2010年タイ国スポーツ局ファイターオブザイヤー
  - 2005年タイ国スポーツ局ファイターオブザイヤー
  - 2005年タイファイターオブザイヤースポーツライター協会